# Møgeltøndergade
Møgeltøndergade er en sidegade på Vesterbro i København, der går fra Tøndergade til Ballumgade. Møgeltøndergade og Ballumgade udgør tilsammen et retvinklet gadeforløb, der er fredeliggjort med plan brolægning, cykelstativer og beplantning. Omgivelserne udgøres hovedsageligt af etageejendomme fra begyndelsen af 1900-tallet.
Gaden fik sit navn i 1930 efter byen Møgeltønder ved Schackenborg Slot i Sønderjylland.